# Sargé-sur-Braye
Sargé-sur-Braye és un municipi francès, situat al departament del Loir i Cher i a la regió de Centre – Vall del Loira. L'any 2007 tenia 934 habitants.

## Demografia

### Població
El 2007 la població de fet de Sargé-sur-Braye era de 934 persones. Hi havia 400 famílies, de les quals 124 eren unipersonals (64 homes vivint sols i 60 dones vivint soles), 144 parelles sense fills, 116 parelles amb fills i 16 famílies monoparentals amb fills.
La població ha evolucionat segons el següent gràfic:
Habitants censats

### Habitatges
El 2007 hi havia 545 habitatges, 412 eren l'habitatge principal de la família, 95 eren segones residències i 38 estaven desocupats. 522 eren cases i 19 eren apartaments. Dels 412 habitatges principals, 309 estaven ocupats pels seus propietaris i 103 estaven llogats i ocupats pels llogaters; 2 tenien una cambra, 25 en tenien dues, 83 en tenien tres, 139 en tenien quatre i 163 en tenien cinc o més. 292 habitatges disposaven pel capbaix d'una plaça de pàrquing. A 196 habitatges hi havia un automòbil i a 171 n'hi havia dos o més.

### Piràmide de població
La piràmide de població per edats i sexe el 2009 era:
| Homes | Edats   | Dones |
| ----- | ------- | ----- |
| 0     | 95 o +  | 4     |
| 0     | 90 a 94 | 4     |
| 16    | 85 a 89 | 20    |
| 16    | 80 a 84 | 16    |
| 24    | 75 a 79 | 32    |
| 20    | 70 a 74 | 48    |
| 20    | 65 a 69 | 8     |
| 24    | 60 a 64 | 28    |
| 28    | 55 a 59 | 24    |
| 28    | 50 a 54 | 28    |
| 16    | 45 a 49 | 24    |
| 48    | 40 a 44 | 32    |
| 56    | 35 a 39 | 56    |
| 32    | 30 a 34 | 20    |
| 40    | 25 a 29 | 20    |
| 20    | 20 a 24 | 32    |
| 20    | 15 a 19 | 40    |
| 28    | 10 a 14 | 12    |
| 32    | 5 a 9   | 24    |
| 36    | 0 a 4   | 0     |

## Economia
El 2007 la població en edat de treballar era de 605 persones, 447 eren actives i 158 eren inactives. De les 447 persones actives 413 estaven ocupades (227 homes i 186 dones) i 34 estaven aturades (11 homes i 23 dones). De les 158 persones inactives 82 estaven jubilades, 42 estaven estudiant i 34 estaven classificades com a «altres inactius».

### Ingressos
El 2009 a Sargé-sur-Braye hi havia 426 unitats fiscals que integraven 1.007,5 persones, la mediana anual d'ingressos fiscals per persona era de 17.085 €.

### Activitats econòmiques
Dels 39 establiments que hi havia el 2007, 1 era d'una empresa extractiva, 1 d'una empresa alimentària, 4 d'empreses de fabricació d'altres productes industrials, 6 d'empreses de construcció, 4 d'empreses de comerç i reparació d'automòbils, 1 d'una empresa de transport, 7 d'empreses d'hostatgeria i restauració, 1 d'una empresa immobiliària, 6 d'empreses de serveis, 3 d'entitats de l'administració pública i 5 d'empreses classificades com a «altres activitats de serveis».
Dels 9 establiments de servei als particulars que hi havia el 2009, 1 era un paleta, 1 guixaire pintor, 2 fusteries, 1 electricista, 1 perruqueria i 3 restaurants.
Dels 3 establiments comercials que hi havia el 2009, 1 era una botiga de més de 120 m², 1 una botiga de menys de 120 m² i 1 una fleca.
L'any 2000 a Sargé-sur-Braye hi havia 37 explotacions agrícoles que ocupaven un total de 2.968 hectàrees.

## Equipaments sanitaris i escolars
El 2009 hi havia una escola elemental.

## Poblacions properes
El següent diagrama mostra les poblacions més properes.